# Symplocos pentandra
Symplocos pentandra är en tvåhjärtbladig växtart som först beskrevs av Joáo Rodrigues de Mattos, och fick sitt nu gällande namn av Occhioni och Aranha. Symplocos pentandra ingår i släktet Symplocos och familjen Symplocaceae. Inga underarter finns listade i Catalogue of Life.